# Hesperophylax consimilis
Hesperophylax consimilis är en nattsländeart som först beskrevs av Banks 1900.  Hesperophylax consimilis ingår i släktet Hesperophylax och familjen husmasknattsländor. Inga underarter finns listade i Catalogue of Life.